# コッコラ
コッコラ (フィンランド語: Kokkola [ˈkokːolɑ]、スウェーデン語: Karleby [ˈkɑrleˌbyː]) はフィンランド、中部ポフヤンマー県にある市。コッコラ郡に属する。ボスニア湾に臨む港町である。スウェーデン語ではカーレビー。
2009年1月1日に近隣のロータヤ(Lohtaja)、カルヴィア(Kälviä)、ウーラヴァ(Ullava)と合併した。
2021年12月31日現在の人口は47,915人である。合併前の面積は332.44 km2、そのうち4.92 km2が水上面積である。人口はおよそ36500人だった。
スウェーデン語話者の多い町であり84.2%はフィンランド語とのバイリンガル、13.9%がスウェーデン語のみを話す。
コッコラは2020年に開発されて400周年を迎えた。

## 歴史
この町はグスタフ・アドルフ王が租借し、1620年9月7日に築いた町である。木タール取引のための港として築かれ、やがてフィンランドにおける造船の重要な中心地のひとつとなった。これらの産業により、フィンランドで最も豊かな町となった時期もあった。
クリミア戦争中の1854年5月に起きたハルコカリ騒動は、イギリス海軍のHMSヴァルチャーとHMSオーディンの海軍兵士たちがこの町への上陸と略奪を計画したが、猟銃で武装した市民に追い返されるという憂き目に遭い、9隻の小型艦艇のうちの1隻を鹵獲された。この艦艇は1914年の時点で他国が所有していた唯一のイギリス海軍艦艇であり、現在でもコッコラの公園 (English Park) で見ることができる。イギリスの度重なる要請（最近ではロンドン市長の John Stuttard が要請している）にもかかわらず、コッコラ市はこの艦艇の返還を拒否し続けている。またイギリス大蔵省はこの事件で亡くなった9人の海軍兵士の墓地の維持と供養に毎年小額の維持費を払い続けている。
1977年にKaarlelaとその周辺自治体が合併した際Kokkolaに改名した。Kokkolaは"たき火の場所"や"鷲の場所"を意味する。合併前の面積は332.44 km2、そのうち4.92 km2が水上面積である。人口はおよそ36500人だった。

## 文化
- オストロボスニア室内管弦楽団が本拠地を置いている。

## スポーツ
- コッコラン・パロヴェイコト：サッカー、ウッコネン（国内2部リーグ)所属

## 姉妹都市
- en:Härnösand Municipality、スウェーデン
- en:Mörbylånga Municipality、スウェーデン
- en:Ullånger、スウェーデン
- en:Averøy、ノルウェー
- クリスチャンスン、ノルウェー
- フレゼリシア、デンマーク
- en:Ambla、エストニア
- en:Järva-Jaani、エストニア
- マリヤンポレ、リトアニア
- en:Boldog (Hungary)、ハンガリー
- en:Hatvan、ハンガリー
- en:Ratingen、ドイツ
- フィッチバーグ、アメリカ合衆国
- サドバリー、カナダ
- 撫順市、中国